# Wolfgang Wittemaier
Wolfgang Wittemaier (* 23. Januar 1934; † 1. April 2022) war ein deutscher Fußballspieler, der in der Oberliga Südwest in den Jahren 1959 bis 1963 bei TuRa Ludwigshafen 117 Spiele bestritten und dabei 64 Tore erzielt hat.

## Laufbahn

### Amateur, bis 1959
Im Mannheimer Stadtteil Feudenheim, beim dortigen Fußballverein ASV, feierte der junge Amateurfußballer Wolfgang Wittemaier in den Jahren 1953 bis 1959 bereits beachtliche Erfolge. Nach dem Abstieg 1953 in die 1. Amateurliga Nordbaden holte sich der ASV im Jahr 1954/55 die Vizemeisterschaft und nahm dadurch an den Spielen um die deutsche Amateurmeisterschaft 1955 teil. Die Spieler aus Feudenheim kamen in den Jahren 1957 bis 1959 mit Mittelstürmer Wittemaier zweimal auf den dritten bzw. 1958 auf den zweiten Rang und der torgefährliche Angreifer erzielte in diesen drei Runden 66 Tore für die Rot-Schwarzen.
Da der talentierte Torjäger sich auch in der Verbandsauswahl von Nordbaden im Länderpokal – er gehörte zu den Torschützen beim 3:2-Erfolg am 14. September 1957 in Bamberg gegen das favorisierte Bayern – auszeichnete, wurde er im Jahre 1958 auch für die deutsche Fußballnationalmannschaft der Amateure nominiert. Beim Länderspiel am 4. Mai 1958 in Le Mans gegen Frankreich stürmte der Feudenheimer auf Rechtsaußen in der DFB-Amateurauswahl. Der Innensturm wurde durch Peter Grosser, Klaus Matischak und den zweiten Debütanten aus Nordbaden, Horst Kunzmann, gebildet. Zwar blieb es für den Torjäger aus Feudenheim bei dieser Berufung in die Amateurnationalmannschaft, aber mit der Verbandsauswahl von Nordbaden hatte er 1959 durch die Spiele gegen eine B-Mannschaft aus Luxemburg, die Elsaß-Auswahl und die Landesvertretung von Tirol in Innsbruck weitere internationale Einsätze. Der beruflich bei der Bundesbahn beschäftigte Angreifer wird in der Statistik der 1. Amateurliga Nordbaden mit insgesamt 104 Toren geführt. Mit 25 Jahren nahm er zur Runde 1959/60 das Angebot von TuRa Ludwigshafen aus der Oberliga Südwest an und wurde Vertragsspieler.

### Oberliga und Regionalliga Südwest, 1959 bis 1966
Der vom Neckar an den Rhein gewechselte Angreifer wurde in seinen vier Runden – 1959/60 bis 1962/63 – mit seinen 64 Treffern für TuRa Ludwigshafen zum erfolgreichsten Torschützen des Turn- und Rasensportvereins 1882 Ludwigshafen in deren elfjähriger Oberligazugehörigkeit im Südwesten. Der Ex-Amateurfußballer aus Feudenheim steigerte von Runde zu Runde seine Trefferquote. Als er es im Jahre 1962 auf 18 Treffer brachte, standen für Helmut Kapitulski und Elmar May je 19 Tore in der Südwest-Oberliga zu Buche. Im letzten Jahr der Oberligen, 1962/63, erzielte Wittemaier 19 Treffer und hatte damit ein Tor mehr erzielt als Harald Braner und Johannes Löhr. Mit seinen Mannschaftskameraden Karlheinz Sturm (Tor), Hans Dörrzapf (Verteidiger), Siegfried Mätze, Jürgen Aßmus, Horst Kunzmann (Läuferreihe; der linke Läufer war aber nicht der 20-malige Amateurnationalspieler aus Birkenfeld wie es irrtümlicherweise im Spielerlexikon von Grüne aus dem Jahre 2006 nachzulesen ist), Ernst Gutermann (Halblinker) und dem Linksaußen Heinz Lieb bildete er den Kern der TuRa-Elf die mit dem achten Platz die Oberliga-Ära 1963 beendete. Er wechselte zur Saison 1963/64 zu Wormatia Worms in die neue Fußball-Regionalliga Südwest.
Bei der Wormatia setzte Trainer Radoslav Momirski den Stürmer abwechselnd als Rechtsaußen und als Mittelstürmer ein. Worms lieferte sich mit Neunkirchen und Pirmasens einen spannenden Dreikampf um die Meisterschaft. Am Ende setzten sich die Borussen und der FKP mit zwei bzw. einem Punkt Vorsprung gegenüber Worms durch. Wittemaier kam auf 23 Treffer in seiner ersten Runde in der Nibelungenstadt. In beiden Begegnungen gegen seinen vorherigen Club – TuRa Ludwigshafen – setzte sich Worms mit Treffern von Wittemaier durch. In der folgenden Runde – 1964/65 – holte Worms hinter dem Bundesligaabsteiger und neuem Meister, 1. FC Saarbrücken, die Vizemeisterschaft und zog damit in die Aufstiegsrunde zur Fußball-Bundesliga 1965 ein. In allen sechs Spielen kam der 31-Jährige zum Einsatz. In den vier ersten Begegnungen gegen Borussia Mönchengladbach, SSV Reutlingen 05 und Holstein Kiel stürmte er an der Seite der Angreifer Lothar Buchmann und Dieter Bedürftig als Mittelstürmer, ehe er in den zwei abschließenden Spielen gegen Reutlingen und Mönchengladbach als Mittelläufer die Abwehr stabilisierte. Beachtlich war dabei das 1:1-Unentschieden am 26. Juni 1965 auf dem Bökelberg in Mönchengladbach vor 35.000 aufstiegsfrohen Zuschauern aus dem Niederrhein. Die Mannschaft von Trainer Hennes Weisweiler tat sich trotz der Stürmer Herbert Laumen, Jupp Heynckes, Bernd Rupp, Günter Netzer und Werner Waddey gegen die ausgezeichnete Wormser Defensive um Torhüter Slavko Stojanovic und Mittelläufer Wittemaier sehr schwer.
Nach 92 Einsätzen in der Regionalliga Südwest und 41 Treffern für Wormatia Worms in den Jahren 1963 bis 1966 kehrte der 32-Jährige zur Runde 1966/67 zu seinem Heimatverein ASV Feudenheim in die 1. Amateurliga Nordbaden zurück.
Im Amateurlager feierte er 1967 auf Anhieb die Meisterschaft vor den Amateuren des Karlsruher SC und dem SV Sandhausen und zog damit in die Aufstiegsrunde zur Regionalliga Süd ein. Dort fehlte zwar am Ende ein Punkt gegenüber dem Aufsteiger TSG Backnang, trotzdem war es ein würdiger Abschluss einer langen Fußballkarriere auf hohem Niveau. Seine fußballerische Laufbahn ließ er in der Folge beim FV 03 Ladenburg und der SpVgg Ilvesheim ausklingen.